# Stadion (métro de Vienne)
Pour les articles homonymes, voir Stadion.
Stadion (en allemand : U-Bahn-Station Stadion) est une station de la ligne U2 du métro de Vienne. Elle est située près de l'intersection entre la Vorgartenstraße et la Meiereistraßesur, sur le territoire du IIe arrondissement Leopoldstadt , à Vienne en Autriche. Elle dessert notamment le stade Ernst-Happel.
Mise en service en 2008, elle est desservie par les rames de la ligne U2 du métro de Vienne, qui depuis le 28 mai 2021 ont pour terminus ouest provisoire Schottentor, avant l'ouverture du prolongement de la ligne prévu de 2028 à 2032.

## Situation sur le réseau

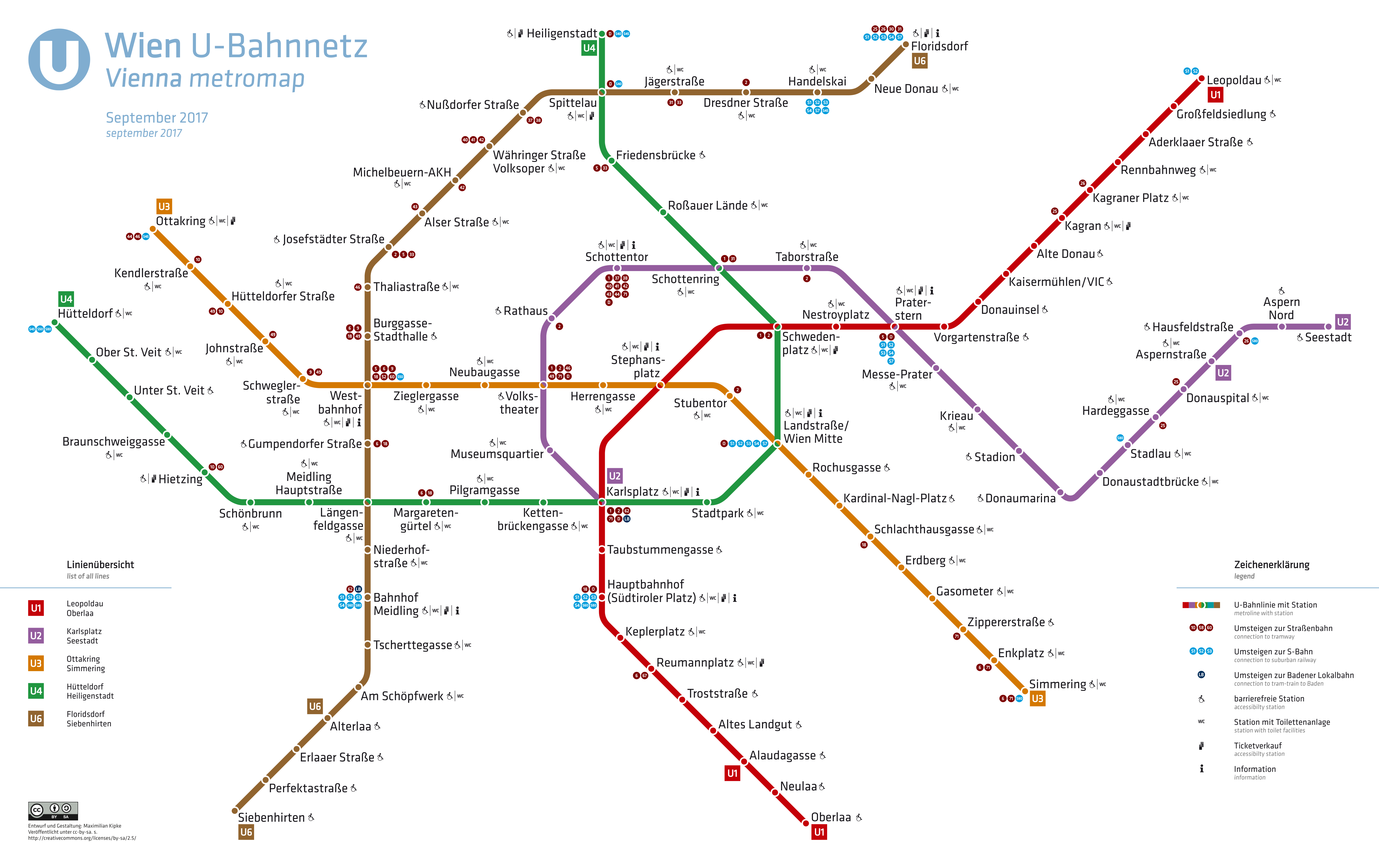
Plan du métro (2017).

Établie en aérien, Stadion est une station de passage de la ligne U2 du métro de Vienne, elle est située entre la station Donaumarina, en direction du terminus est Seestadt, et la station Krieau, en direction du terminus ouest Schottentor.
Elle dispose de deux quais latéraux desservis par trois voies. La voie supplémentaire permet permet d'ajouter des rames sans difficulté lors des périodes de pointe et de mieux maitriser l'afflux de voyageurs lors d'événements dans les stades.

## Histoire
La station Stadion est mise en service le 10 mai 2008, lors de l'ouverture à l'exploitation du prolongement de Schottenring au nouveau terminus provisoire Stadion. Le 2 octobre 2010, elle devient une station de passage lors de l'ouverture à l'exploitation du prolongement de Stadion à Aspernstrasse.
Le 28 mai 2021, la ligne est modifiée, son terminus est reste Seestadt mais son terminus ouest devient provisoirement Schottentor, après la fermeture pour travaux de la section de Schottentor à Karlsplatz. Ceci ayant lieu dans le cadre du réaménagement de cette portion de ligne et des stations pour son intégration dans la nouvelle ligne U5 automatique et la construction d'un nouveau prolongement de la ligne U2 dont l'ouverture programmée s'échelonne de 2028 à 2032,.

## À proximité
- stade Ernst-Happel
- Ferry-Dusika-Hallenstadion (de), en cours de démolition au début de l'année 2022, dans le but de construction d'une nouvelle salle multi fonction sans piste cyclable.